# Sara Carrigan
Sara Maree Carrigan OAM (ur. 7 września 1980 w Gunnedah) – australijska kolarka szosowa i torowa, złota medalistka olimpijska.

## Kariera
Największy sukces w karierze Sara Carrigan osiągnęła w 2004 roku, kiedy zwyciężyła w indywidualnym wyścigu ze startu wspólnego podczas igrzysk olimpijskich w Atenach. W zawodach tych bezpośrednio wyprzedziła Niemkę Judith Arndt oraz Rosjankę Olgę Slusariewą. W tej samej konkurencji Australijka wystąpiła również na rozgrywanych cztery lata później igrzyskach w Pekinie, ale zajęła tam dopiero 38. pozycję. W 2006 roku wzięła udział w igrzyskach Wspólnoty Narodów w Melbourne, zdobywając złoty medal w indywidualnej jeździe na czas. Poza tym była między innymi trzecia w klasyfikacji generalnej Trophée d'Or w 2001 roku, Thüringen-Rundfahrt w 2003 roku oraz Vuelta Castilla y Leon w 2005 roku. Wielokrotnie zdobywała medale szosowych mistrzostw Australii, a w 2005 roku zdobyła także medal na torze - była druga w indywidualnym wyścigu na dochodzenie. Nigdy nie zdobyła medalu na szosowych ani torowych mistrzostwach świata.